# Поссе, Константин Александрович
Константин Александрович По́ссе (16 [28] октября 1847 — 24 августа 1928) — русский математик, специалист в области математического анализа, автор широко известного в России учебника по дифференциальному и интегральному исчислению. Профессор математики Санкт-Петербургского университета. Почетный член Петербургской академии наук (1916). Член Санкт-Петербургского математического общества.

## Биография
В 1864 году окончил 2-ю Санкт-Петербургскую гимназию; в 1868 году — физико-математический факультет Санкт-Петербургского университета, кандидатом .
В 1871—1895 гг. преподавал высшую математику в Институте инженеров путей сообщения. Также он преподавал математику на высших женских курсах и в Санкт-Петербургском технологическом институте.
В 1873 году получил в Санкт-Петербургском университете степень магистра математики за сочинение «О функциях, подобных функциям Лежандра» и в качестве приват-доцента стал читать курс лекций по аналитической геометрии. В 1880 году был избран в штатные доценты.
В 1882 году получил степень доктора математики и в 1883 году избран советом университета экстраординарным профессором;  с 1886 года — ординарный профессор.

### Общественная деятельность
В годы Первой мировой войны был Председателем Совета Общества «Народная помощь семьям призванных на войну, пострадавших от военных действий и при исполнении служебных обязанностей военной службы».